# Comuna Veliko Tărnovo, Veliko Tărnovo
Veliko Tărnovo (în bulgară Велико Търново) este o comună în regiunea Veliko Tărnovo, Bulgaria, formată din orașele Debeleț, Kilifarevo și Veliko Tărnovo și 65 de sate. 

## Localități componente

### Orașe
- Debeleț
- Kilifarevo
- Veliko Tărnovo

### Sate
| - Arbanasi - Balvan - Beleakoveț - Boianovți - Bukoveț - Decikovți - Devetațite - Dicin - Dimitrovți - Dimovți - Dolni Dameanovți - Dunavți - Emen - Gabrovți - Gaștevți - Golemanite - Goranovți - Goren Eneveț - Hotnița - Ialovo - Ilevți - Ivanovți | - Kisiovți - Kladni Deal - Klășka Reka - Kăpinovo - Lagherite - Ledenik - Malciovți - Malki Ciflik - Mindea - Mișemorkov Han - Momin Sbor - Națovți - Nikiup - Novo Selo - Pceliște - Plakovo - Popovți - Prisovo - Prodanovți - Pușevo - Părovți | - Radkovți - Raikovți - Rusalea - Samovodene - Samsiite - Seimenite - Suha Reka - Terziite - Todorovți - Velcevo - Vetrinți - Vilare - Vodolei - Voineja - Voneșta Voda - Văglevți - Vărlinka - Resen - Șemșevo - Șeremetea - Șodekovți - Țerova Koria |

## Demografie
Componența etnică a comunei Veliko Tărnovo
     Turci (4,15%)
     Bulgari (85,22%)
     Nicio identificare (9,55%)
     Altele (1,41%)
La recensământul din 2011, populația comunei Veliko Tărnovo era de 88.670 locuitori. Din punct de vedere etnic, majoritatea locuitorilor (85,22%) erau bulgari, cu o minoritate de turci (4,15%). Pentru 9,55% din locuitori nu este cunoscută apartenența etnică.